# 3173 Макнот
3173 Макнот (3173 McNaught) — астероїд головного поясу, відкритий 24 листопада 1981 року Едвардом Бовеллом. Названий на честь шотландсько-австралійського астронома Роберта Макнота.
Тіссеранів параметр щодо Юпітера — 3,622.